# Simón de Perea
Simón de Perea o Simón hijo de José fue un antiguo esclavo de Herodes el Grande, quien se rebeló y fue asesinado por los romanos entre el año 4 a. C. y el 15 d. C.. Ha sido identificado como el mesías de la Revelación de Gabriel, pero esto es disputado. Es mencionado por Flavio Josefo.

## Historia
Según Josefo:

Estaba también Simón, que había sido un esclavo del rey Herodes, pero en otros aspectos era una persona atractiva, con un cuerpo alto y robusto; él era uno muy superior a los otros de su orden, y había tenido grandes cosas comprendidas a su cuidado. Este hombre fue elevado en el estado desordenado de las cosas, y se atrevió a poner una diadema en la cabeza, mientras que un cierto número de las personas estaban con él, y por ellos fue declarado ser un rey, y se creía más digno de esa dignidad que cualquier otra persona.

Él quemó el palacio real en Jericó, y saqueó lo que quedaba de él. También prendieron fuego a muchas otras de las casas del rey en varios lugares del país, las destruyó, y permitió que los que estaban con él tomasen lo que quedaba en ellas como pillaje. Él podría haber hecho grandes cosas, pero el cuidado le llevó a reprimirse inmediatamente. [El comandante de la infantería de Herodes] Grato se unió a algunos soldados romanos, tomó las fuerzas que tuvo con él, y se reunió con Simón. Y después de un estupenda y una larga lucha, gran parte de los que habían venido de Perea (un cuerpo desordenado de hombres, luchando más bien de una forma atrevida que de una manera hábil) fueron destruidos. Aunque Simón se había salvado a sí mismo volando a través de un cierto valle, Grato lo alcanzó, y le cortó la cabeza.

## Mesías
Una losa, conocida como la Revelación de Gabriel o la Piedra de Jeselsohn, se encontró cerca del Mar Muerto hacia el año 2000. Ha sido asociada con la misma comunidad que creó los Manuscritos del Mar Muerto, pero no menciona a Simón. Israel Knohl leyó la inscripción como un mandato del ángel Gabriel "para levantarse de la muerte al tercer día". Él consideró que este mandato estaba dirigido al rebelde judío llamado Simón, que fue ejecutado por los romanos en el 4 a. C.. Knohl creyó que el hallazgo "llama a una reevaluación completa de todos los estudios previos sobre el tema del mesianismo, tanto judíos como cristianos". En 2009 el Canal de National Geographic emitió el programa «¿El primer Jesús?» que hacía referencia a esto y a la controversia.
Knohl ha abandonado finalmente esta lectura, a favor de la lectura de Ronald Hendel (seguida por Qimron y Yuditsky): "Por tres días, el signo" . Él todavía mantiene los antecedentes históricos de la inscripción como se mencionaron anteriormente. Ahora ve a la muerte de Simón, según la inscripción, como "una parte esencial del proceso de redención. La sangre del Mesías asesinado llevada a el camino para la salvación final".